# Ольшувка (Нижньосілезьке воєводство)
Ольшувка (пол. Olszówka) — село в Польщі, у гміні Твардоґура Олесницького повіту Нижньосілезького воєводства.
Населення — 282 особи (2011).
У 1975-1998 роках село належало до Вроцлавського воєводства.

## Демографія
Демографічна структура станом на 31 березня 2011 року:
|          | Загалом | Допрацездатний вік | Працездатний вік | Постпрацездатний вік |
| -------- | ------- | ------------------ | ---------------- | -------------------- |
| Чоловіки | 139     | 29                 | 99               | 11                   |
| Жінки    | 143     | 25                 | 86               | 32                   |
| Разом    | 282     | 54                 | 185              | 43                   |